# Liberty (Indiana)
Liberty település az Amerikai Egyesült Államok Indiana államában, Union megyében, melynek megyeszékhelye is. Lakosainak száma 2000 fő (2020. április 1.).

## Népesség
A település népességének változása:

| 2010 | 2 133 |
| 2020 | 2 000 |